# Вулиця Олександра Олеся (Львів)
Вулиця Олександра Олеся — вулиця у Личаківському районі міста Львова, в місцевості Погулянка. Початок вулиця бере від вулиці Коциловського та прямує у бік парку «Погулянка». Прилучаються вулиці Азовська та Аральська.

## Історія
Назва вулиці змінювалася неодноразово, переважно у зв'язку зі змінами політичних режимів:
- до 1929 року — Бічна Торосевича, на якій у XIX столітті функціювала цегельня «Філіпівка», яку заснував Маркус Філіпп[7].
- У 1930-х роках на місці колишньої цегельні збудовано житловий масив з дво-триповерхових будиночків для службовців Банку крайового господарства, що отримав назву Філіпівка, що охопив нинішні вулиці Олександра Олеся, Мар'яна Панчишина, Азовську та Аральську[7].
- від 1933 року — Любєцького, на честь польського політика, міністра фінансів Королівства Польського, засновника банку Польського Францішека Любецькоґо.
- від 1943 року — Кампфбанґассе.
- липень 1944 року — Любецького, повернена стара довоєнна назва вулиці.
- від 1946 року — Серафимовича, на честь російського і радянського краснокозачого письменника Олександра Серафимовича[8].
- від 1992 року — Олександра Олеся, на пошану українського письменника, поета, драматурга Олександра Олеся[9]

## Забудова
Забудова вулиці Олександра Олеся двоповерхова, садибна в стилі польського конструктивізму 1930-х років. На початку XXI століття в кінці вулиці збудовано два багатоквартирних житлових будинки.
Під № 25 розташований стадіон «Гарт» (колись — «Трудові Резерви») — домашня арена ФК «Погонь (Львів)» (місткість 1000 глядачів). Цікавий факт — до 1939 року це був стадіон головного суперника «Погоні» у Львові — клубу «Чарні». 